# Sidi Harazem
Sidi Harazem (franska: Sidi Harazem (CR), Sidi Harazem (Commune Rurale), arabiska: الوادين) är en kommun i Marocko.   Den ligger i prefekturen Fès och regionen Fès-Meknès, i den nordöstra delen av landet, 180 km öster om huvudstaden Rabat. Antalet invånare är 1 816.